# 1-es busz (Mezőkövesd)
A mezőkövesdi 1-es jelzésű autóbusz egy helyi járat, ami a Vasútállomás – Vajda János utca – Jegenyesor utca – Bogácsi utca – Szent László tér – Vasútállomás – Rutinpálya útvonalon közlekedik. A viszonylatot a Volánbusz Zrt. üzemelteti.

## Útvonala
Mezőkövesd vasútállomásáról indul. A Mindszenty József utcán közelíti meg a város fő utcáját, a Mátyás király utat. Ezt követően az Egri úton csak addig halad, míg a Vajda János utcai fordulót meg nem járta. Utána a Jegenyesor utcán majdnem kihajt a 3-as főútra, de előtte a Szomolyai úton megy vissza a központba, a Kiss István és Bogácsi utcákon keresztül ismét a Mátyás király úton találja magát. Az egerlövői úton közelíti meg a vasútállomást, majd az onnan nem messze található Rutinpálya a végállomása.

## Közlekedése
| Indulási helyszín | Érkezési helyszín | Indításszáma    | Közlekedése  |
| ----------------- | ----------------- | --------------- | ------------ |
| Vasútállomás      | Rutinpálya        | 3 oda, 2 vissza | munkanapokon |

## Megállóhelyei
| 0  | Vasútállomás végállomás  | 0  | 0.0 km  | 2B, 3 1344, 1375, 1377, 1426, 1427, 1428, 1447, 1448, 1468 3406, 3416, 3418, 3419, 3749, 4001, 4006, 4007, 4008, 4010, 4014, 4015, 4016, 4017, 4019, 4023, 4026, 4030, 4157 Mezőkövesd [80.] |
| 1  | Ifjúság út 2.            | 1  | 0.3 km  | – |
| 2  | Katolikus iskola         | 2  | 1.0 km  | 2, 2B 4013 |
| 3  | Egri utca 7.             | 3  | 1.6 km  | 2 |
| 4  | Váci Mihály utca         | 4  | 2.4 km  | 2 1050, 1344, 1380, 1381, 1426, 1427, 1428, 1447, 1468 3406, 3419, 4011, 4015, 4018, 4021, 4022, 4157                                                                                        |
| 5  | Vajda János utca forduló | 5  | 2.9 km  | 2 |
| 6  | Váci Mihály utca         | 6  | 3.6 km  | 2 1050, 1344, 1380, 1381, 1426, 1427, 1428, 1447, 1468 3406, 3419, 4011, 4015, 4018, 4021, 4022, 4157                                                                                        |
| 7  | Egri utca 7.             | 7  | 4.2 km  | 2 |
| 8  | Jegenyesor utca 27.      | 8  | 4.6 km  | 4016 |
| 9  | Jegenyesor utca 106.     | 10 | 5.5 km  | 3418, 4016 |
| 10 | Szomolyai utca           | 12 | 6.8 km  | – |
| 11 | Teréz utca               | 13 | 4.4 km  | – |
| 12 | Kiss István utca         | 14 | 8.1 km  | – |
| 13 | Bogácsi utca 38.         | 15 | 8.7 km  | 3416, 4023 |
| 14 | Gimnázium                | 16 | 9.6 km  | 2, 2B, 3 1050, 1375, 1376, 1377, 1380, 1381 3416, 3746, 3749, 4001, 4006, 4007, 4008, 4009, 4013, 4017, 4018, 4019, 4021, 4022, 4023, 4026, 4030                                             |
| 15 | Szent László tér         | 17 | 10.1 km | 2, 2B, 3 1050, 1377, 1380, 1381 3416, 3746, 3749, 4001, 4006, 4007, 4008, 4009, 4013, 4017, 4018, 4019, 4021, 4022, 4023, 4026, 4030                                                         |
| 16 | Mátyás király utca       | 18 | 10.8 km | 2, 2B, 3 1050, 1375, 1376, 1377, 1380, 1381 3416, 3746, 3749, 4001, 4006, 4007, 4008, 4009, 4013, 4017, 4018, 4019, 4021, 4022, 4023, 4026, 4030                                             |
| 17 | SZTK rendelőintézet      | 19 | 11.3 km | 2B, 3 1344, 1375, 1377, 1426, 1427, 1428, 1447, 1448, 1468 3406, 3416, 3418, 3419, 3749, 4001, 4006, 4007, 4008, 4009, 4010, 4011, 4014, 4015, 4016, 4017, 4019, 4023, 4026, 4030, 4157      |
| 18 | Széchenyi utca 21.       | 20 | 11.6 km | 2B, 3 1344, 1375, 1377, 1426, 1427, 1428, 1447, 1448, 1468 3406, 3416, 3418, 3419, 3749, 4001, 4006, 4007, 4008, 4009, 4010, 4011, 4014, 4015, 4016, 4017, 4019, 4023, 4026, 4030, 4157      |
| 19 | Vasútállomás             | 21 | 12.3 km | 2B, 3 1344, 1375, 1377, 1426, 1427, 1428, 1447, 1448, 1468 3406, 3416, 3418, 3419, 3749, 4001, 4006, 4007, 4008, 4010, 4014, 4015, 4016, 4017, 4019, 4023, 4026, 4030, 4157 Mezőkövesd [80.] |
| 20 | Lövői utca 20.           | 22 | 13.0 km | 3 |
| 21 | Rutinpálya végállomás    | 23 | 13.5 km | 3 1468 4010, 4011 |